# Koalicja Antypiracka
Koalicja Antypiracka – powstały w październiku 1998 r. związek trzech organizacji: Związku Producentów Audio-Video (ZPAV), Fundacji Ochrony Twórczości Audiowizualnej (FOTA) i Business Software Alliance (BSA). Celem działań Koalicji jest przeciwdziałanie naruszeniom prawa własności intelektualnej w Polsce (audiowizualnej, muzycznej i oprogramowania komputerowego), określanym przez Koalicję jako piractwo.
Działania Koalicji:
- lobbowanie na rzecz zmian w prawie autorskim i prawach pokrewnych
- walka ze społeczną akceptacją naruszeń prawa dot. własności intelektualnej
- ufundowanie nagrody „Złotej Blachy” dla jednostek policji mających największe osiągnięcia w zwalczaniu ww. naruszeń
- akcja ostrzegawcza skierowana do 500 największych przedsiębiorstw i publicznych szkół wyższych w Polsce

Nagradzanie policjantów („Złote Blachy”) za „ponadprzeciętne zaangażowanie” w zwalczaniu nielegalnego udostępniania plików budzi kontrowersje.